# База субмарин в Бресте
База субмарин в Бресте — огромный бункер времён Второй мировой войны, предназначенный для базирования и укрытия 1-й
и 9-й флотилий подводных лодок Кригсмарине. Эта база являлась составной частью Атлантического вала. Хотя База субмарин в Лорьяне была больше со своими тремя укрытиями (Kéroman I, II и III), бункер в Бресте был самым большим бункером этого типа во Франции.

## История

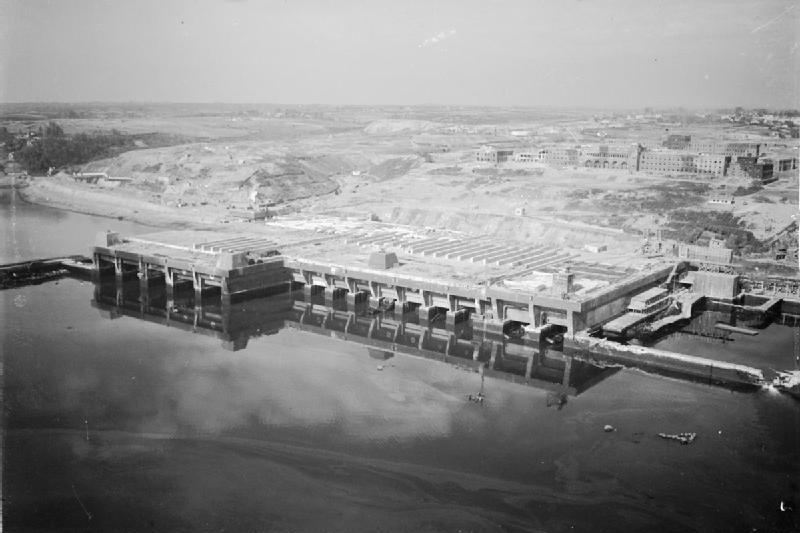
Общий вид бункера с воздуха, август 1944

В июне 1940 года 5-я танковая дивизия Вермахта оккупировала порт Брест. При отступлении британские войска разрушили большую часть портовых сооружений, и немцы срочно начали ремонтные работы. Уже в августе первая из подводных лодок, U-65 (тип IX-B) под командованием капитан-лейтенанта Штокхаузена, вошла в Брест и встала на ремонт. В сентябре 1940 года брестский порт был полностью введен в эксплуатацию.
Строительство, порученное Организации Тодта, началось в 1941 и закончилось в 1942 году (за 500 дней). Кригсмарине использовало ранее созданную инфраструктуру на реке Панфельд: место для базы было выбрано недалеко от военно-морской академии (в местности, имеющей название «4 насоса»).

### Окончание эксплуатации
После высадки в Нормандии в июне 1944 года союзные войска быстро продвигались, и возникла серьёзная угроза для бункеров в Бресте. 4 сентября 1944 года последней подводной лодкой, вышедшей отсюда, была U-256 под командованием корветтен-капитана Генриха Леманн-Вилленброка.

## Конструкция Бункера

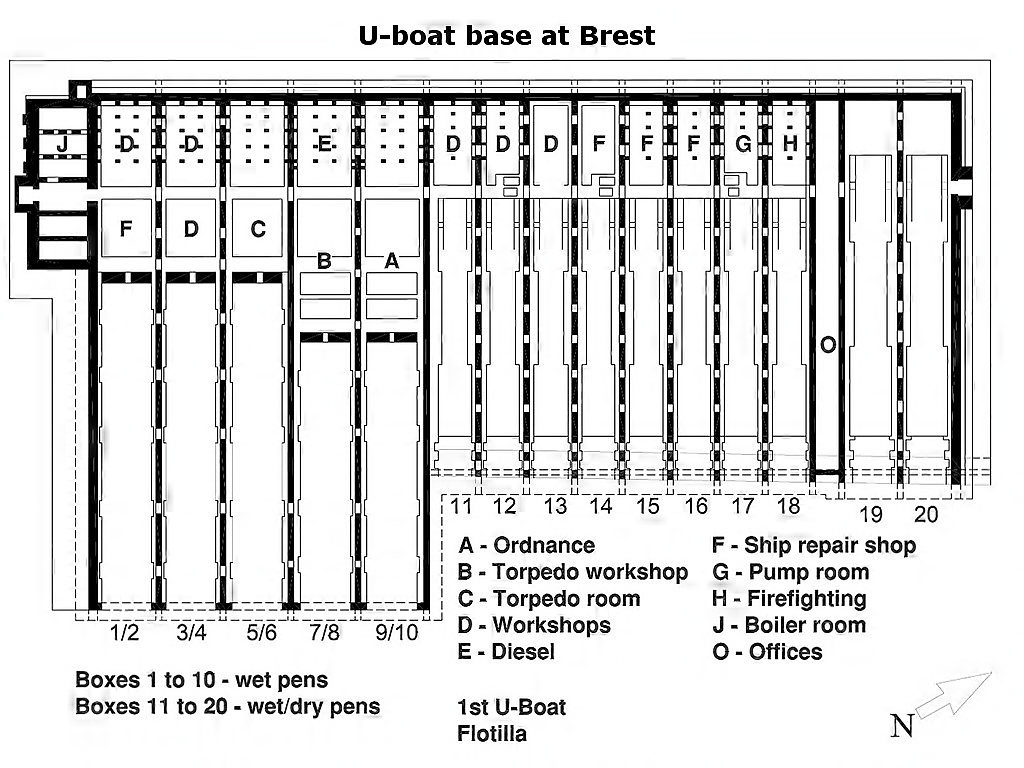
План бункера

Акватория брестского порта была защищена молом (в виде стены), бункер разместили в восточном углу гавани, и мол продолжался с восточной стороны бункера. Передняя часть бункера, в которой располагались отдельные доки, имела прямой выход в гавань.
Размеры сооружения: 300 × 175 × 18 метров. В бункере было 15 пеналов, среди которых 10 сухих доков. Стены 1 – 2  метра толщиной разделяют пеналы. Крыша была 4,2 метра в начале строительства, а затем усилена до 6,1 метров. По  углам крыши небольшие бункеры со средствами  ПВО.